# 錫內什蒂鄉 (雅洛米察縣)
44°34′N 26°23′E / 44.567°N 26.383°E
錫內什蒂鄉（羅馬尼亞語：Comuna Sinești, Ialomița），是羅馬尼亞的鄉份，位於該國南部，由雅洛米察縣負責管轄，面積56平方公里，2007年人口2,275，人口密度每平方公里41人，超過九成居民信奉東正教。